# Any Way the Wind Blows
Any Way the Wind Blows is een Belgische film uit 2003, geregisseerd door Tom Barman, de zanger van de Belgische rockgroep dEUS.

## Verhaal
In Any Way the Wind Blows volgen we een aantal mensen op een warme junidag in de stad Antwerpen. Barman filmde het verhaal naar het voorbeeld van Jean-Luc Godard en focust bijgevolg op de alledaagse dingen des levens. De film begint op vrijdagochtend en eindigt dezelfde avond met een groot feest waar alle personages elkaar treffen en de verhaallijnen min of meer eindigen.

## Achtergronden
Hoewel veel mensen denken dat Barman de film draaide om eens niet te musiceren, zat hij al vóór zijn rockcarrière met deze film in zijn hoofd. In 2000 kreeg hij subsidies van het Franse en Vlaams Audiovisueel Fonds én de Europese commissie voor deze film, die dan nog Vrijdagavond, Zaterdagochtend en later Vrijdag, Vrijdagavond heette.
Het muziekthema van de film, Summer's Here van Magnus, een samenwerking tussen Barman en CJ Bolland, werd een bescheiden hit. De film bevat geen nummers van dEUS, maar wel in de vorm van drie beltonen op mobiele telefoons in de film.
Op Frank Focketyn en Dirk Roofthooft na werden er weinig bekende acteurs uitgekozen. Gewone mensen zouden volgens Barman in de gewone verhaaltjes van de film beter passen. Matthias Schoenaerts, toen alleen “zoon van Julien”, brak later alsnog door. Tom Barman zelf heeft twee keer een cameo in de film. Tijdens de scène in de cd-winkel heeft C.J. Bolland (van de band Magnus) een cameo.
Het appartement waar het personage Walter (Frank Vercruyssen) woont, is dat van Barman destijds.
In België bezochten zo'n 70.000 mensen de film. In 2018 werd de film na digitale restauratie door Cinematek heruitgebracht ter ere van 40 jaar cinema Cartoon’s in Antwerpen. 

## Invloeden
In de scène waarin Garcin, de leraar Frans, wordt gewekt door zijn zoontje heeft Barman de stem van filmregisseur David Lynch gemonteerd. De treffende uitspraak — ”A good ending leaves room to dream” — haalde Barman uit een interview dat hij ooit eens van Lynch afgenomen had. De anekdote van Garcin op het feestje, waarin hij vertelt dat het dekseltje van het marmite-potje precies op het sandwichspreadpotje past en omgekeerd, is een bijna letterlijk citaat van het readymadegedicht Pluk de dag van de Nederlandse dichter C. Buddingh'.

## Rolverdeling
| Acteur                | Personage                                            |
| --------------------- | ---------------------------------------------------- |
| Frank Vercruyssen     | Walter                                               |
| Diane De Belder       | Lara                                                 |
| Eric Kloeck           | Paul Garcin                                          |
| Natali Broods         | Natalie                                              |
| Matthias Schoenaerts  | Chouki                                               |
| Dirk Roofthooft       | Firmin                                               |
| Jonas Boel            | Frederique                                           |
| Titus De Voogdt       | Felix                                                |
| Sam Louwyck           | Windman                                              |
| Annick Christiaens    | Elsie                                                |
| Cedric Faes           | Charlie                                              |
| Ides Meire            | Thomas                                               |
| Louise Fimmers        | Julie                                                |
| Katelijne Damen       | Grootmoeder                                          |
| Diane Meersman        | Jessie                                               |
| Sura Dohnke           | Sandrine                                             |
| Frank Focketyn        | Dario                                                |
| Valentina Sauca       | Andrea                                               |
| Steve Aernouts        | Benny                                                |
| Kyoko Scholiers       | Fiona                                                |
| Wine Dierickx         | Sharon                                               |
| Jaela Cole            | Krantenverkoopster/Osteopaatsvrouw/Journaliste/Bruid |
| Jan Dillen            | Man krantenwinkel                                    |
| Jan Van Looveren      | Patser                                               |
| David Geclowicz       | Eyskens jr.                                          |
| Evelien Busschots     | Meisje in klas                                       |
| Karsten de Vilder     | Bestuurder bestelwagen                               |
| Manou Kersting        | Passagier bestelwagen                                |
| Tim Tubbax            | Kunstagent                                           |
| Eddy De Nys           | Kunstagent                                           |
| Hans Mortelmans       | Verkoper platenzaak                                  |
| Carlo Steegen         | Verkoper platenzaak                                  |
| Miguel Torres Marrero | Operazanger                                          |
| Günther Lesage        | Bob                                                  |
| Sam Schürg            | Laborant tropisch instituut                          |
| Johan Heldenbergh     | Schoesetters                                         |
| Bruno Vanden Broecke  | Osteopaat                                            |
| Kristine Van Pellicom | Fotografe                                            |
| Lara Gerris           | Slecht gezind meisje                                 |

## Soundtrack
1. Magnus - Summer's Here
2. Charles Mingus - Mysterious Blues
3. Squarepusher - My Red Hot Car
4. Toy - Suspicion
5. Oliver Nelson - Elegy For A Duck
6. Max Berlin - Elle Et Moi
7. Charlie Parker - In The Still Of The Night
8. Young MC - Got More Rhymes
9. The Kids - There Will Be No Next Time
10. Yazoo - Situation
11. Tiefschwarz - Acid Soule
12. Magnus - Rhythm Is Deified
13. ILS - Next Level / 6 Space
14. J.J. Cale - Magnolia
15. Evil Superstars - Holy Spirit Come Home
16. Stade - Anatonal
17. Aphrodite - Lava Flows
18. Roots Manuva - Witness One Hope
19. Herbie Hancock - Curiosity